# Hilarimorpha reparta
Hilarimorpha reparta är en tvåvingeart som beskrevs av Webb 1974. Hilarimorpha reparta ingår i släktet Hilarimorpha och familjen Hilarimorphidae.
Artens utbredningsområde är Kalifornien. Inga underarter finns listade i Catalogue of Life.